# 初遇在光年之外
初遇在光年之外（光年），2018年中国大陆青春偶像剧。该剧由剧酷传播出品，汪远、邹杰担任编剧，徐娇、陈若轩等主演。2016年底于新加坡科学与设计大学拍摄，2017年1月24日转场珠海，同年5月2日杀青。於2018年1月31日在优酷首播

## 演员表
| 演員   | 角色              | 簡介 | 備註         |
| 徐嬌   | 夏小詞            | 燕青大學中文系的學生，西區21棟504室，巨蟹座，文藝女生，劍俠居社，單純善良，喜歡看書寫書，特別鍾愛武俠小說，看似一個蘿莉的外表，其實懷揣着一顆俠女夢，夢想着有朝一日可以成為武俠小說家，筆名「汴京烟塵錄」，對人對事積極熱情，客觀開朗。光年之外裡的女俠，後接任為燕青聯盟幫主，遊戲代號為「夏了夏天」，遊戲職業是弓箭手。              | 配音：徐佳琦 |
| 陳若軒 | 陸宇辰            | 燕青大學計算機系的大三學生，水瓶座，品學兼優的學霸，也是校園男神，校草，眾多女生心目中的白馬王子，外表高冷冷漠，其實是外冷心熱，為人細心，一直追求自己的夢想，喜歡小詞。光年之外裡長時間保持在全服第一，原為燕青聯盟幫主，後因要完成學業而卸任，幫助小詞接任，遊戲代號為「全金屬雪糕」，遊戲職業是戰士。                               | 配音：彭堯   |
| 朱然   | 甄行              | 燕青大學工程科技系的大二學生，獅子座，溫柔和善的暖男，對人非常熱心，腦子靈活，動手能力很強，喜歡小詞。自稱「男人中的男人，燕青的校草，光年之外的大俠，刺客裡的大師，不二先森是也。」 | 配音：蘇尚卿 |
| 張宸   | 韓國倫            | 燕青大學計算機系的學生，天蠍座，開朗活潑的大男孩，幽默有趣兒，也是眾人中的開心果，畢業後在大公司技術部門當電腦工程師。燕青聯盟的一員，遊戲代號為「24K純帥」，遊戲職業是戰士，也是能獨當一面的老手。 | 配音：錢文青 |
| 田一彤 | 甄磊              | 小詞的室友，燕青大學法律系女學霸，也是校花級別的存在，一年級時為學生會外聯部成員，二年級時成為學生會會長，高冷女神，眾人追求的夢中女孩，非常優秀有能力，性子有點冷傲，也是一個有光芒的自信女孩，畢業後再自家公司當律師。燕青聯盟的一員，遊戲代號為「石三姐」，遊戲職業是法師。                                                         | 配音：鄭言   |
| 晁然   | 莫筱琳            | 小詞的室友，燕青大學建築設計系的學生，雙魚座，是一個全身充滿文藝氣息的文藝少女，看書是她每天必修的課程，喜歡泡在圖書館，做事做人都很溫婉，氣質出眾，有點小家碧玉的感覺，與黃小光認識15年，青梅竹馬兼女友，因黃小光劈腿多次後而決定分手，畢業後與朋友一起創業，擔任平面設計師。燕青聯盟的一員，遊戲代號為「夜夢幽幽」，遊戲職業是牧師。 | 配音：李詩萌 |
| 張怡   | 潘琪              | 小詞的室友，燕青大學廣告系的學生，呆萌女孩，性子大大咧咧，外表就是一個假小子，其實內心非常蘿莉少女心，經常做着公主夢，很花痴和卡哇伊，畢業後在廣告公司當助理。燕青聯盟的一員，遊戲代號為「兜里有糖」，遊戲職業是戰士。 | 配音：張予彤 |
| 王伯昭 | 陸文德            | 陸宇辰的爸爸，是陸宇辰一直在苦命尋找的人，而他也是在遊戲中創出粉紅世界的創始人。 | 配音：常進   |
| 娜仁花 | 楊蔓菁            | 陸宇辰的母親。 | 配音：楊希   |
| 鲍大志 | 齊國平            | 楊蔓菁的再婚對象，心理醫生，喜歡攀岩。 | 配音：趙銘洲 |
| 張勝舉 | 牛德華            | 遊戲代號為「剪刀手牛德華」，遊戲職業是戰士，遊戲裡的黑客，後期到天師幫。 | 配音：王冠南 |
| 張超景 | 王小豹            | 遊戲中的闊王子，遊戲代號為「美洲豹」，遊戲職業是戰士，喜歡潘琪，並稱她「神仙姐姐」。 |              |
| 李一諾 | 石慧菲            | 喜歡王小豹，跟王小豹有婚約。 |              |
| 李政軍 | 黄小光            | 燕青大學建築設計系學生，表面上像是感情專一的好好先生，但實際上卻是表裡不一的花花公子，前女友為莫筱琳。遊戲代號為「妖孽小王子」，遊戲職業是戰士，一個小公會會長。 | 配音：楊天翔 |
| 李嘉銘 | 項海              | 燕青大學計算機系學生，與陸宇辰感情交好。原本是好學生但因迷上遊戲偷竊而沉淪，又被警察逮捕，後因誤會陸宇辰告密而決裂。最後因陸宇辰一夥人的幫助下，讓他回歸正軌。光年之外天邊的骷髏旗公會會長，遊戲代號為「骷髏海」，遊戲職業是戰士。 |              |
| 林伽怡 | 宇文燕 (宇文老師) | 燕青大學計算機系數學老師、風紀老師和學生會顧問。看似高冷、強勢，做事風格一板一眼，其實也是有溫柔的一面，張紹陽的妻子。 | 配音：楊婧   |
| 任毅   | 張紹陽(35)        | 燕青大學老師，退役的擊劍運動員，宇文老師的丈夫，燕青聯盟老幫主，遊戲代號為「一劍東來」，遊戲職業是戰士，因玩遊戲不顧家庭，和宇文老師大吵一架後離家，後因小詞的幫助下與宇文老師重修舊好。 | 配音：劉琮   |
| 吳弘   | 鄒少              | 創世科技（光年之外遊戲公司）副總裁，陸文德的徒弟及小孩，陸宇辰同父異母的哥哥。 | 配音：凌振赫 |
| 黄思思 | 鄒玉玲            | 鄒少杰的媽媽，患有漸凍症，長時間昏迷。 |              |
|        | 李長江            | 鄒玉玲的丈夫，有酗酒的惡習，後與鄒玉玲離婚。 |              |
| 程前   | 夏東升            | 夏小詞的爸爸，「豚之味小館」的老闆。 | 配音：嚴明   |
| 郑爽   | 韓美娟            | 夏小詞的媽媽。 | 配音：海燕   |
| 潘銘允 | 梁晶晶            | 燕青大學建築音樂系學生，學生會宣傳部成員。最大勁敵是甄磊，常彼此較量，就連遊戲中的幫主也不放過，但最後因自視甚高，反倒苦了自己慘遭退學的結果，遊戲代號為「雪之女王」，遊戲職業是法師。 | 配音：劉晴   |
| 张幂涵 | 秦楓              | 甄行在遊戲雜誌社「GAME POWER」的同事兼好哥們，常常幫助甄行追小詞。 | 配音：趙毅   |
| 聶軍   | 大飛              | 光年之外東興幫幫主，遊戲職業是刺客。 |              |
| 邱浩軒 | 蔣卓琳            | 燕青大學話劇社社長，又是蔣導演，非常看好夏小詞的武俠小說，想將其改編成舞台劇。 |              |
| 馬曉萌 | 高建峰            | 小詞在「星空出版社」的同事。 |              |
| 尹博   | 漢尼拔博士        | 光年之外的通輯犯。 |              |
| 程果   | AJ                | 遊戲代號為「asdfghj」，遊戲職業是刺客。 |              |
|        | 二長老            | 遊戲代號為「二把菜刀」，出國留學。 |              |
| 何志文 | 朱真洵            | 燕青聯盟的三長老，遊戲代號為「農夫三拳」，遊戲職業是牧師。燕青大學工程系的學生，愛上系花，原本為了湊錢買禮物表白打算賣掉帳號，後來經過甄磊一行人的幫助下改變造型表白成功。 |              |
| 蘇晨   | 四長老            | 遊戲代號為「涼拌四季豆」，遊戲職業是法師。燕青大學的學生，英語四級考不過，夏小詞幫忙指導。 |              |
| 賈宇   | 五長老            | 遊戲代號為「五行缺金」，燕青大學的警衛，原本被調到夜班無法上線，在梁晶晶的幫助下成功調回日班。 |              |
| 陳樂   | 六長老            | 遊戲代號為「六錘搞定」，一直待在鐵匠鋪，愛好幫其他玩家鑄造武器、修理裝備。 |              |
| 東子   | 七長老            | 遊戲代號為「七竅生烟」，網咖的老闆。 |              |
|        | 張美妮            | 燕青大學的學生，特發性肺動脈高血壓患者，小詞捐贈光年之外賞金大賽第一名的獎金10萬元當醫療費用，手術後康復。 |              |
|        | 林瑞峰            | 張美妮的丈夫。 |              |
|        | 嚴俊              | 梁晶晶的男朋友，林瑞峰的朋友。 |              |
|        | 笑笑              | 燕青大學工程系的系花，喜歡看「羅密歐與茱麗葉」的戲劇。 |              |
|        | 維奇              | 燕青大學啦啦隊副隊長。 |              |
|        | 凱                | 燕青大學午睡社社長。 |              |
|        | 顧老師            | 燕青大學計算機系老師。 |              |
|        | 唐欣然            | 話劇社的助理。 |              |
|        | 流星雨            | 小詞耳石症住院期間的同房小朋友，哮喘病病人。 |              |
|        | 獅子王            | 哮喘病病人。 |              |
|        | 柴護士            | 負責照顧鄒玉玲的護士。 |              |
|        | 葉老師            | 幫小詞出版的編輯。 |              |
|        | 鬼麒麟            | 光年之外幫忙販賣盜帳號獲得的物品。 |              |
|        | 老段              | 光年之外麥田公會會長。 |              |
|        | 冬日的冰棍        | 光年之外南天公會會長。 |              |
|        | 超級大俠          | 地方流氓頭目，後來如願加入燕青聯盟，帶著手下改惡向善，遊戲職業是戰士。 |              |
|        |                   | 光年之外美少女戰士公會會長。 |              |
|        |                   | 光年之外機械片警公會會長。 |              |
|        | 小堅              | 韓國倫認識的女性朋友，APP「星座速配」的第一個用戶。 |              |

## 电视原声带
| 曲序 | 曲目                 |        | 作曲   | 演唱   |
| ---- | -------------------- | ------ | ------ | ------ |
| 1.   | 《我的夢》（片头曲） | 张赢   | 刘晨野 | 汪小敏 |
| 2.   | 《光年》（片尾曲）   | 周洁颖 | 爵爵   | 李炜   |
| 3.   | 《喜歡你》（插曲）   | 林乔   | 高莹   | 胡靈   |